# Eunus

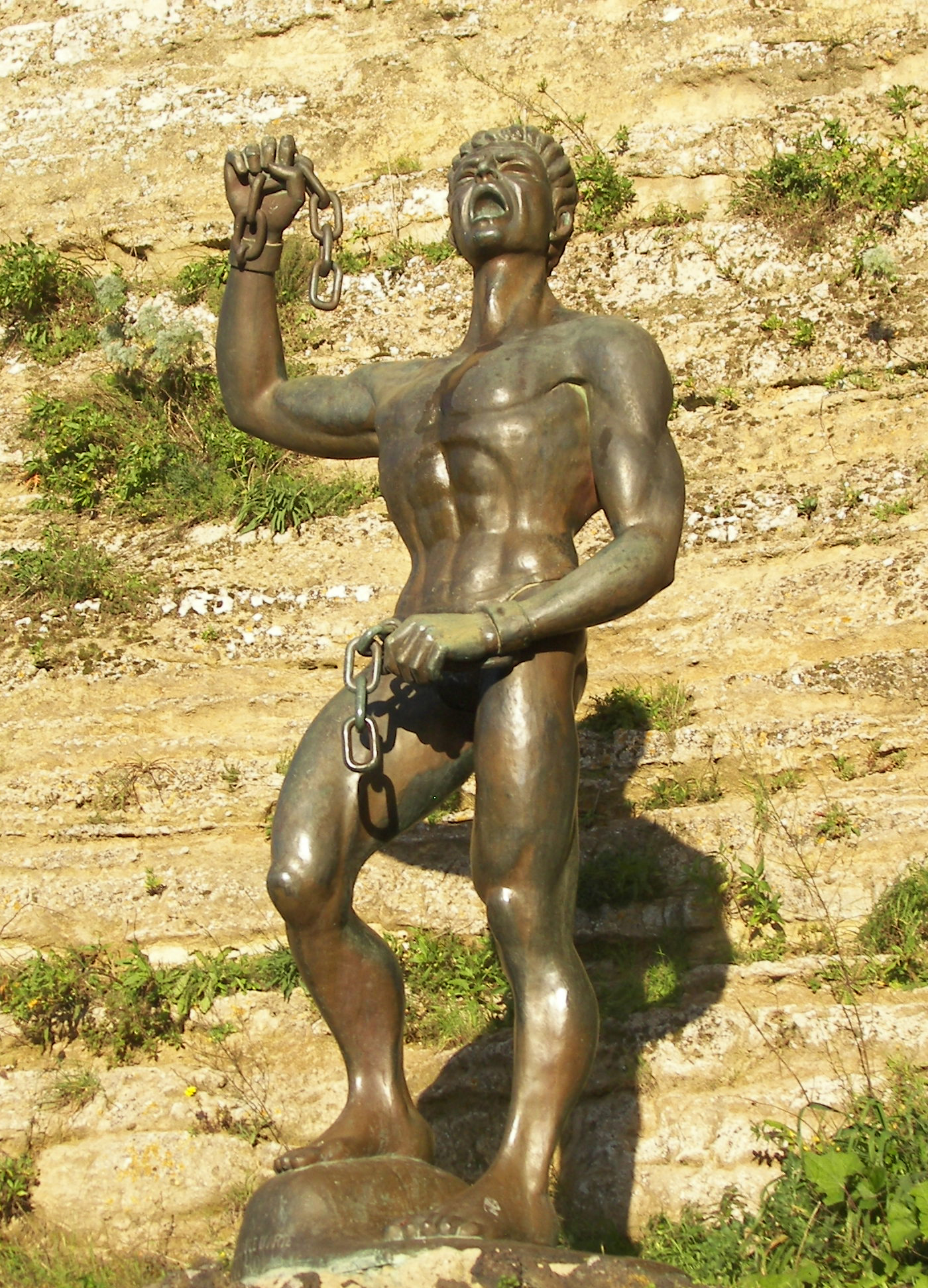
Een standbeeld van Eunus te Enna op Sicilië.

Eunus (Oudgrieks: Εὔνους / Eúnous) was een Syrische slaaf uit Apamea te Enna op Sicilia en aanvoerder van de grote Siciliaanse slavenopstand (Eerste Slavenoorlog), die van 141 tot 132 v.Chr. op het eiland woedde.
Hij kreeg door allerlei kunstgrepen en goochelarijen, waardoor hij werd gedacht een tovenaar te zijn, zijn medeslaven op zijn hand en hij claimde visioenen en berichten van de Syrische godin Atargatis te ontvangen, dewelke hij identificeerde met de Siciliaanse Demeter. Hij stelde zich aan hun hoofd en lokte zo de eerste Siciliaanse slavenoorlog uit.
Eunus, die zich intussen tot koning had uitgeroepen (onder de naam Antiochus), wist op korte tijd een talrijk leger op de been te brengen en dit te verenigen met dat onder leiding van Cleon, waardoor honderdduizenden opstandelingen onder de wapenen waren. Deze ongeveer 70.000 slaven veroverden onder hun koning Antiochus de steden Agrigentum, Catana en Tauromenion (huidige Taormina). In Rome probeerde de Senaat tevergeefs het conflict met diplomatie op te lossen.
Vermoedelijk brak deze opstand kort na de verwoesting van Carthago uit. Nadat verscheidene Romeinse legerleiders nederlagen hadden geleden, werd de opstand pas door consul Publius Rupilius onderdrukt. Eunus werd op de vlucht in een spelonk ontdekt en gevat, maar stierf voor zijn terechtstelling in 132 v.Chr.

## Antieke bronnen
- Diodoros van Sicilië, Bibliotheca historica XXXIV 2.
- Plutarchus, Sulla 36.
- Titus Livius, Periochae LVI, LIX.
- Florus, Epitome III 19.
- Marcus Tullius Cicero, In Verrem IV 50.

## Referentie
- art. Eunus, in F. Lübker - trad. ed. J.D. Van Hoëvell, Classisch Woordenboek van Kunsten en Wetenschappen, Rotterdam, 1857, p. 351.